# Schlebuscher Erbstollen
Der Schlebuscher Erbstollen (ursprünglich Trapper Erbstollen genannt) ist mit seiner Verlängerung, dem Dreckbänker Erbstollen, der längste Erbstollen im Steinkohlen-Bergbau des Ruhrgebiets (Ruhrbergbau). Der Stollen beginnt südlich der Ruhr in der Gemarkung Wengern, einem Stadtteil von Wetter (Ruhr), von wo aus er mit leichter Steigung nach Südwesten in Richtung Haßlinghausen vorgetrieben wurde.
Benannt ist der „Schlebuscher Erbstollen“ nach der Schlebuscher Gewerkschaft, die ihn erbaut hat. Der Name „Dreckbänker Erbstollen“ weist dagegen auf die Gewerkschaft Dreckbank hin.

## Geschichte
Erbaut wurde der Stollen ab den 1780er Jahren bis zur Mitte des 19. Jahrhunderts. Der untere Teil des Stollens wurde bereits 1765 begonnen. Er diente einzig dem Zweck, die an ihn angeschlossenen Zechen wasserfrei zu halten, ohne dass das Wasser abgepumpt werden musste. Im Jahr 1804 erreichte der Stollen die Zeche Trappe und damit auch die Kohlenfelder. In den nächsten Jahren wurde der Stollen durch die Berechtsame der Zeche Trappe weitergebaut und hinter Gevelsberg verstuft. Hier endet der Schlebuscher Erbstollen. Im Jahr 1841 setzte eine andere Gewerkschaft den Stollen als Dreckbänker Erbstollen fort, um die Sprockhöveler Zechen zu entwässern und enterbte dadurch den Herzkämper Erbstollen.
Der Stollen erreichte eine Gesamtlänge von etwa 13 km und reichte bis zur heutigen Stadtgrenze bei Wuppertal in der Nähe von Sprockhövel-Herzkamp. Sein Mundloch liegt auf 87 Metern über NN, er entwässert 38 km² kohleführende Gesteinsschichten. Mit seiner Hilfe verschafften sich die Bergleute noch in 140 Metern Tiefe Zugang zur Steinkohle. Eine weitere Aufgabe des Stollens war die Heranführung frischer Luft (frische Wetter) zu den Arbeitsplätzen der Bergleute. Der „Schlebuscher Erbstollen“ ist seit nunmehr 250 Jahren in Betrieb, obwohl die angeschlossenen Bergwerke längst stillgelegt sind. Aus seinem Mundloch strömen große Mengen Wasser, die in etwa einem Kilometer Entfernung in die Ruhr münden. Nach starken Regenfällen wird seine Wasserführung so groß, dass die benachbarte Wiese komplett überschwemmt wird.

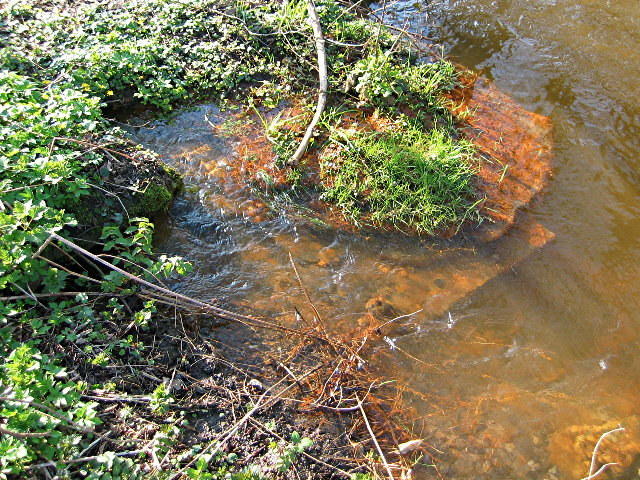
Mundloch im Stollenbach mit deutlicher Eisenockerfällung
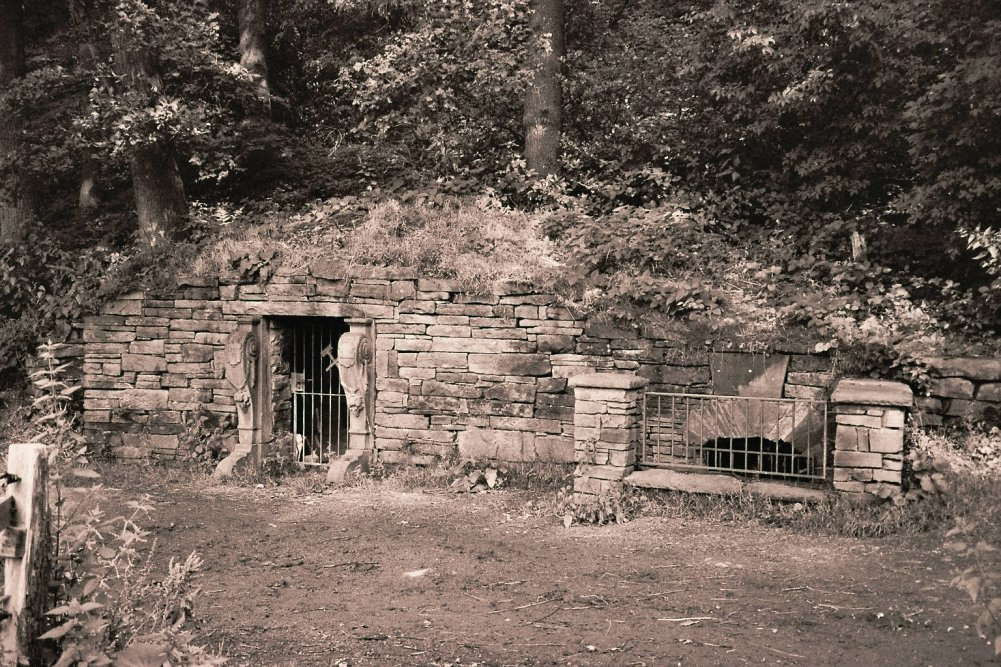
Gezähekammer (links) und Fahrschacht (rechts) des Schlebuscher Erbstollens
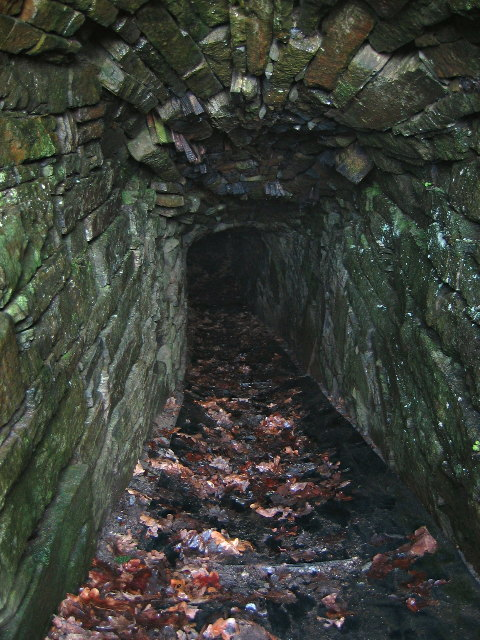
Beginn des Fahrschachts

1986 wurde der Stollenmundlochbereich mit Gezähekammer und Fahrschachtzugang unter Denkmalschutz gestellt. Er ist als Baudenkmal Nr. 113 in der Baudenkmalliste von Wetter eingetragen.